# Iglesia de la Asunción de Nuestra Señora (Andagoya)
La iglesia de la Asunción de Nuestra Señora es un edificio situado en la localidad española de Andagoya, en la provincia de Álava.

## Descripción
El edificio se encuentra en la localidad española de Andagoya, del municipio de Cuartango, perteneciente a la provincia de Álava, en la comunidad autónoma del País Vasco. Se menciona como iglesia parroquial del lugar en el segundo volumen del Diccionario geográfico-estadístico-histórico de España y sus posesiones de Ultramar de Pascual Madoz, donde aparece descrita con las siguientes palabras: «La igl. parr. está dedicada á la Asuncion de Ntra. Sra. y servida por un cura beneficiado». En el tomo de la Geografía general del País Vasco-Navarro dedicado a Álava y escrito por Vicente Vera y López, se dice lo siguiente: «Su parroquia es de categoría rural de segunda clase, dedicada á la Asunción de Nuestra Señora y perteneciente al arciprestazgo de Cuartango».